# Call from Space
Call from space és una pel·lícula americana de Richard Fleischer, estrenada el 1989.

## Argument
Call from Space és la història d'una experimentació científica que va malament i envia una noia en un viatge en el temps.

## Repartiment
- James Coburn: The guest
- Billy Campbell: El jove
- Charlton Heston: Veu alienigena
- Sheree Kreen: Jacqueline
- Dana Gladstone: Napoleon
- Ferdy Mayne: Arquímedes